# 鎮平福德祠
鎮平福德祠，是位於台灣台中市南屯區鎮平里的土地廟，以石頭公與夫妻樹聞名。

## 沿革軼聞

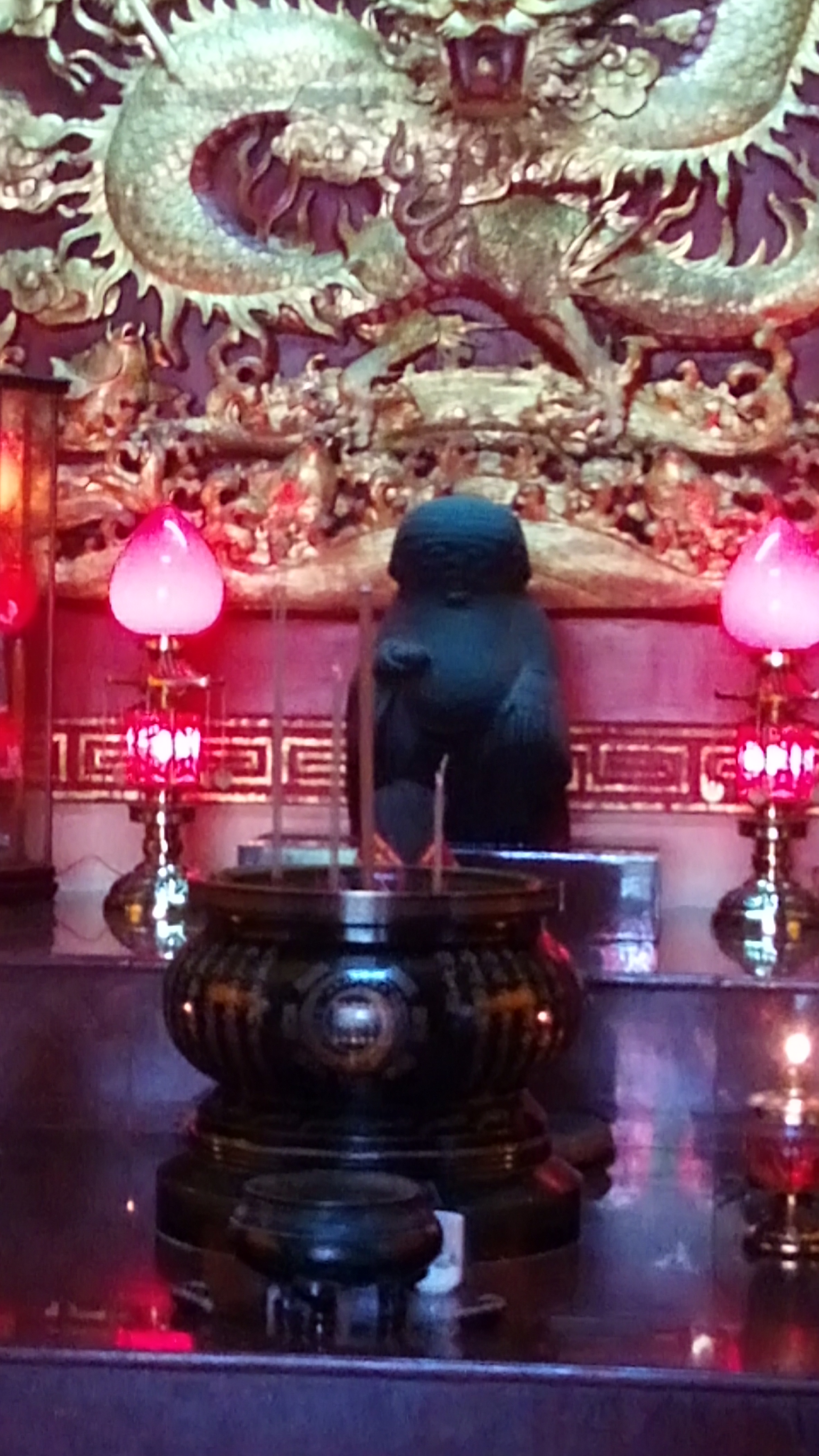
廟內供奉的石頭公

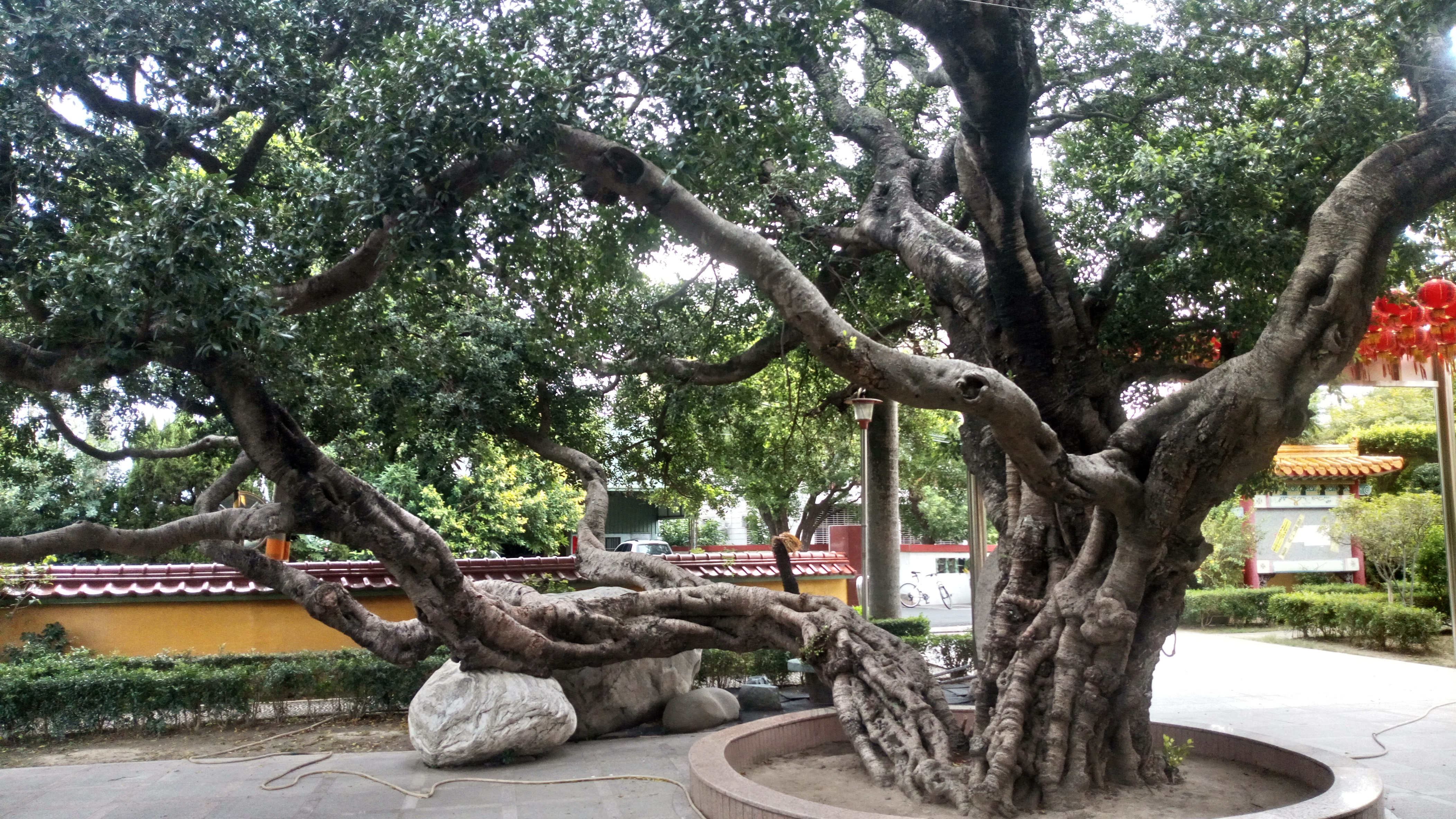
夫妻樹之公樹

該祠所在地位於筏子溪下游，地勢平坦，常犯洪水，舊稱「過溪仔」。清朝初期，佃農張養在溪裡墾荒時挖到一顆形狀貌似土地公的黑石，便安置於田間供民眾膜拜，稱其為「石頭公」。自此之後洪水有所減退，使信眾大為增加，廟宇得以擴建。
又該田邊種植兩株細葉榕，樹齡距今已有百餘載。左樹主幹間另分出一枝幹，形似男性的陰莖，故稱為公樹；右樹則稱母樹，兩樹合稱「夫妻樹」。據傳觸摸夫妻樹可求生子。